# Ambulycini
Ambulycini este un trib ce conține specii de molii din familia Sphingidae.

## Taxonomie
- Genul Adhemarius - Oitiaca, 1939
- Genul Akbesia - Rothschild & Jordan, 1903
- Genul Ambulyx - Westwood, 1847
- Genul Amplypterus - Hübner, 1819
- Genul Barbourion - Clark, 1934
- Genul Batocnema - Rothschild & Jordan, 1903
- Genul Compsulyx - Holloway, 1979
- Genul Orecta - Rothschild & Jordan, 1903
- Genul Protambulyx - Rothschild & Jordan, 1903
- Genul Trogolegnum - Rothschild & Jordan, 1903

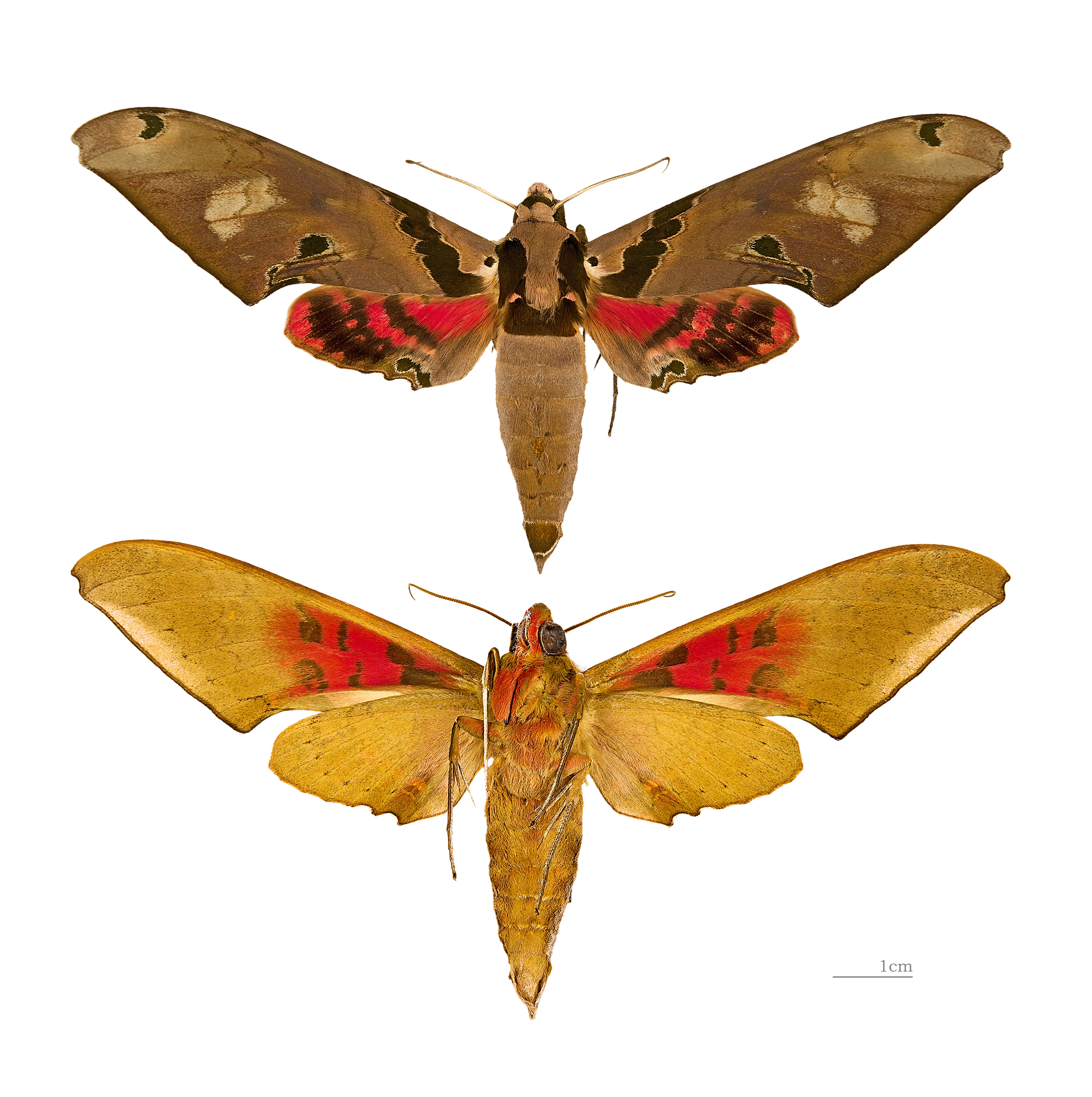
Adhemarius
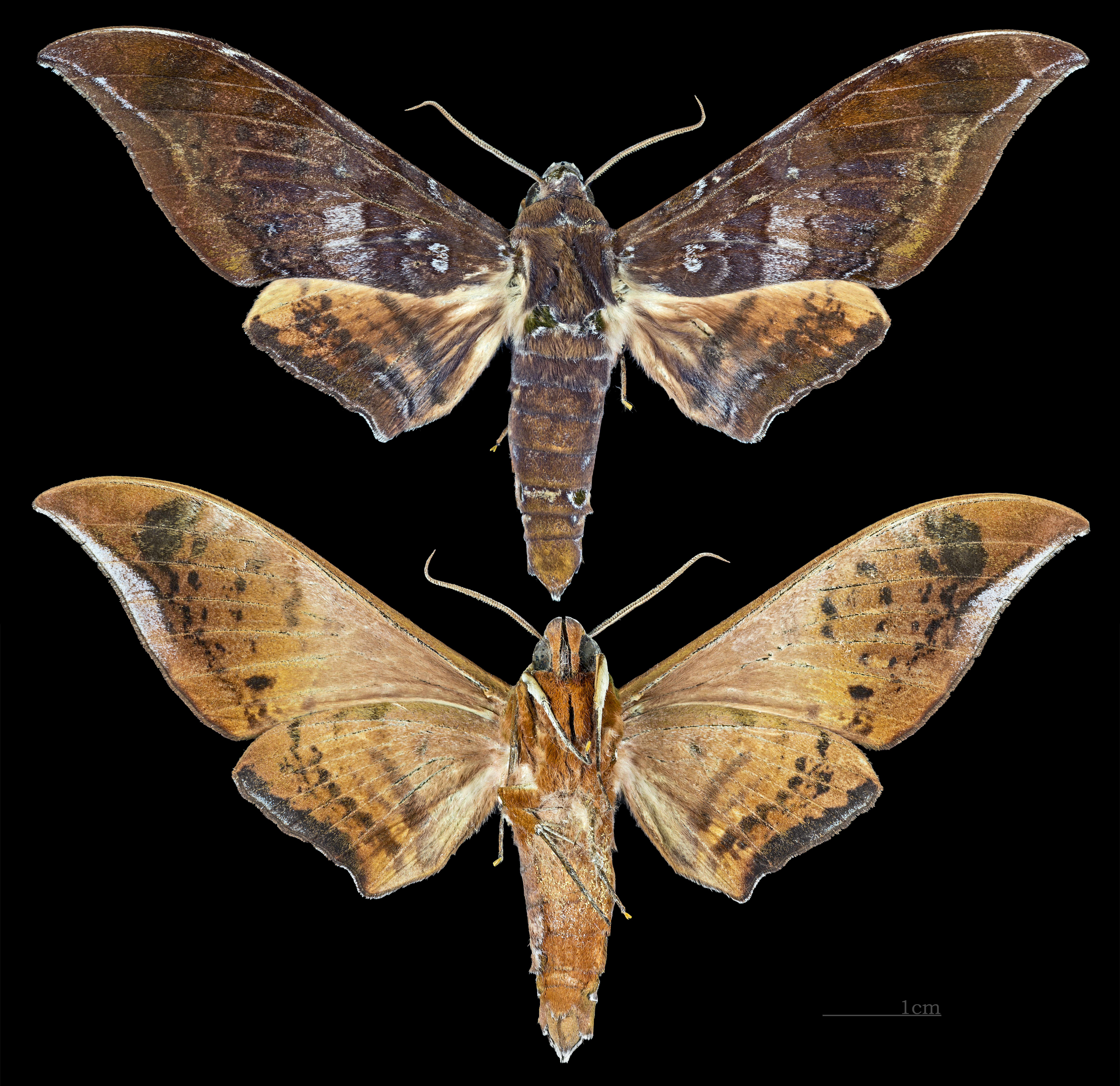
Ambulyx
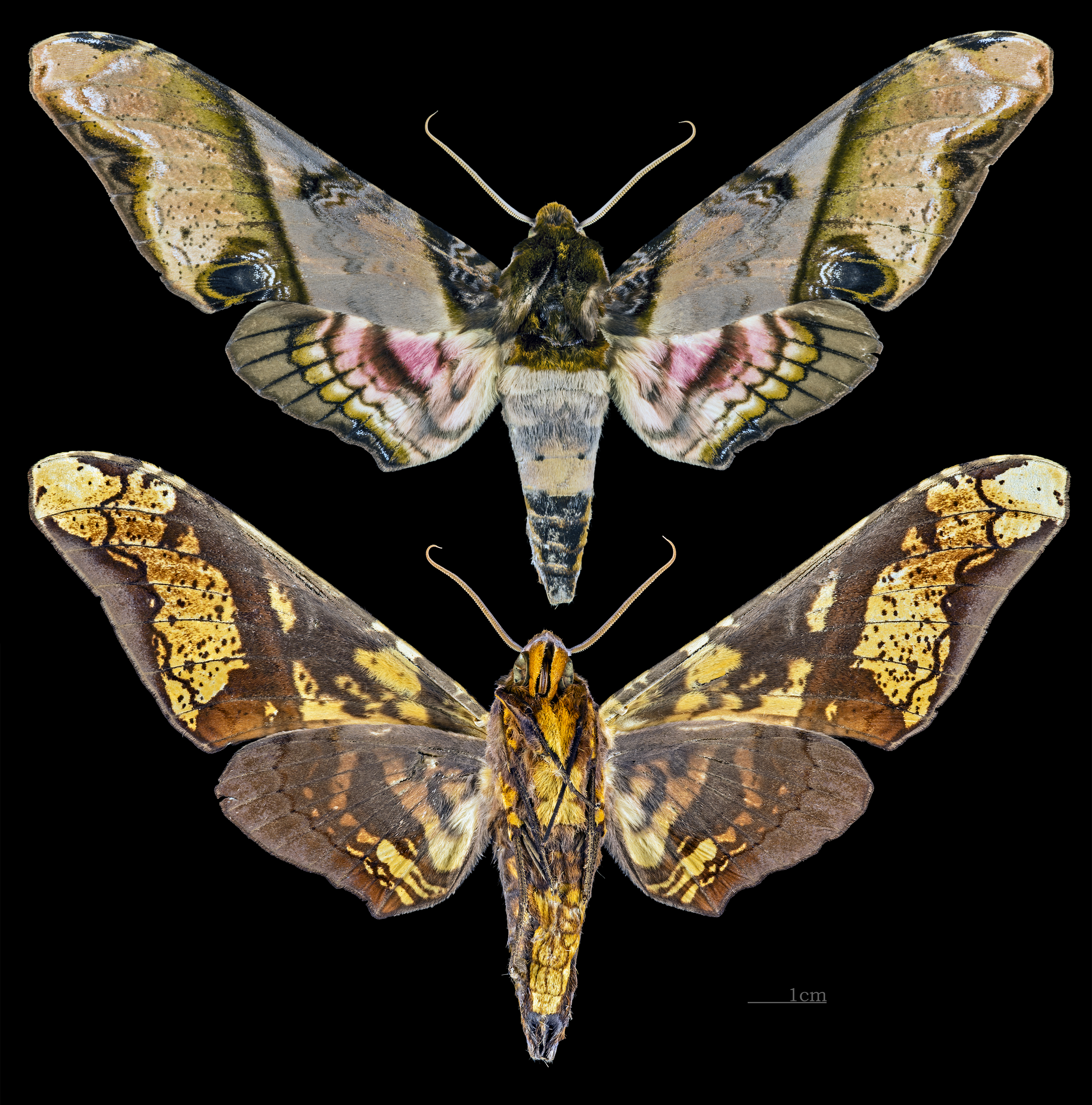
Amplypterus
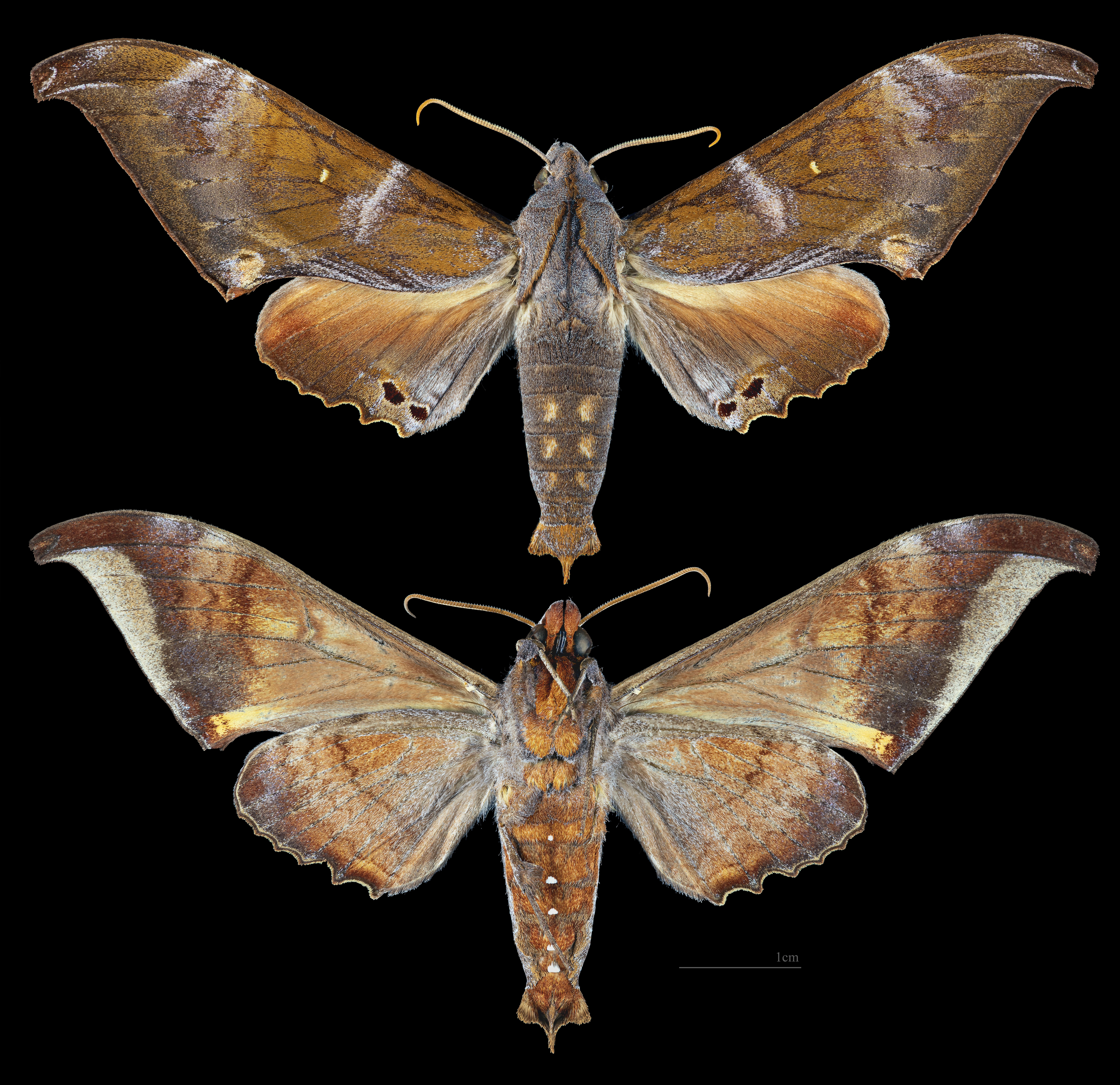
Barbourion
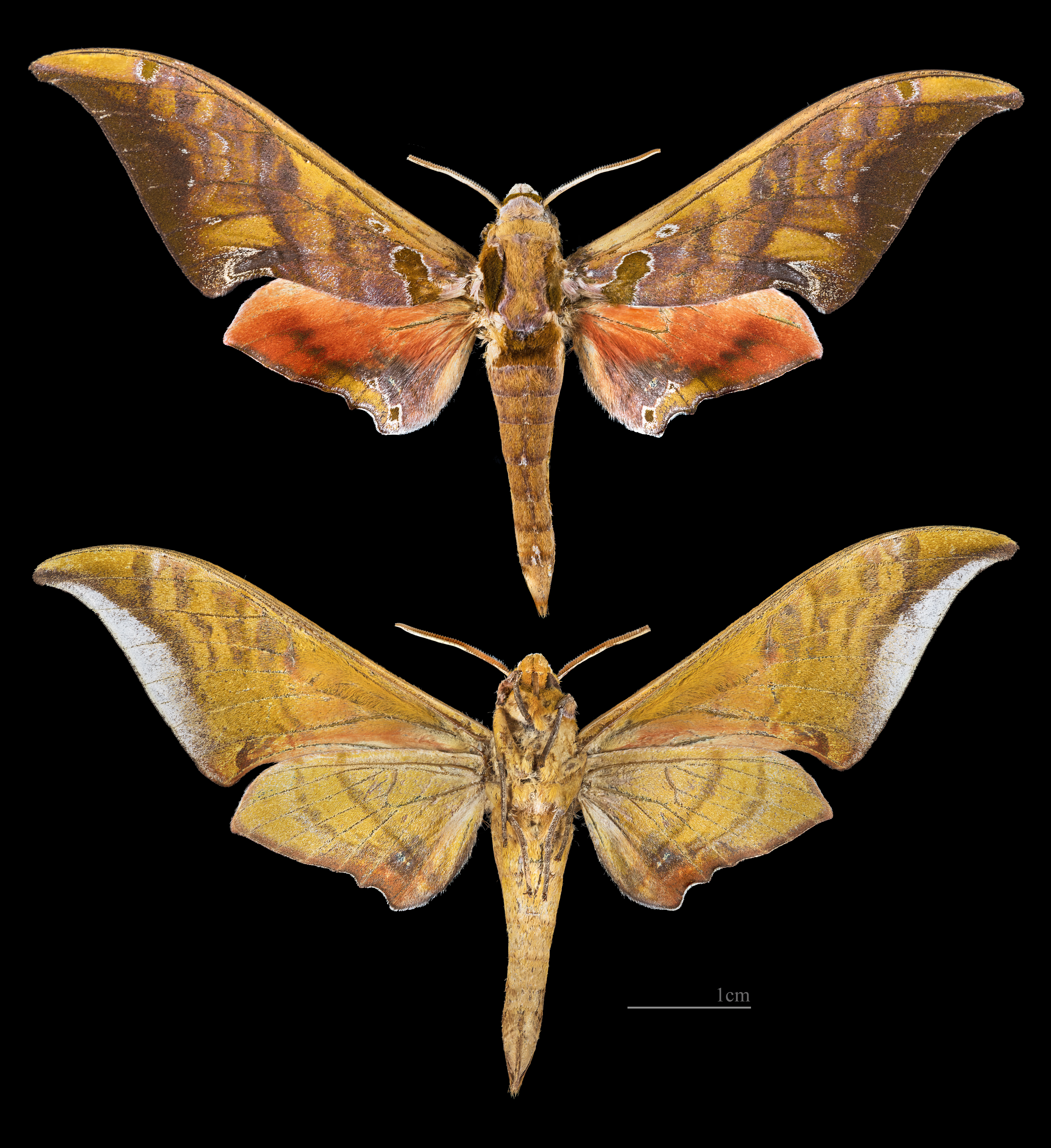
Orecta
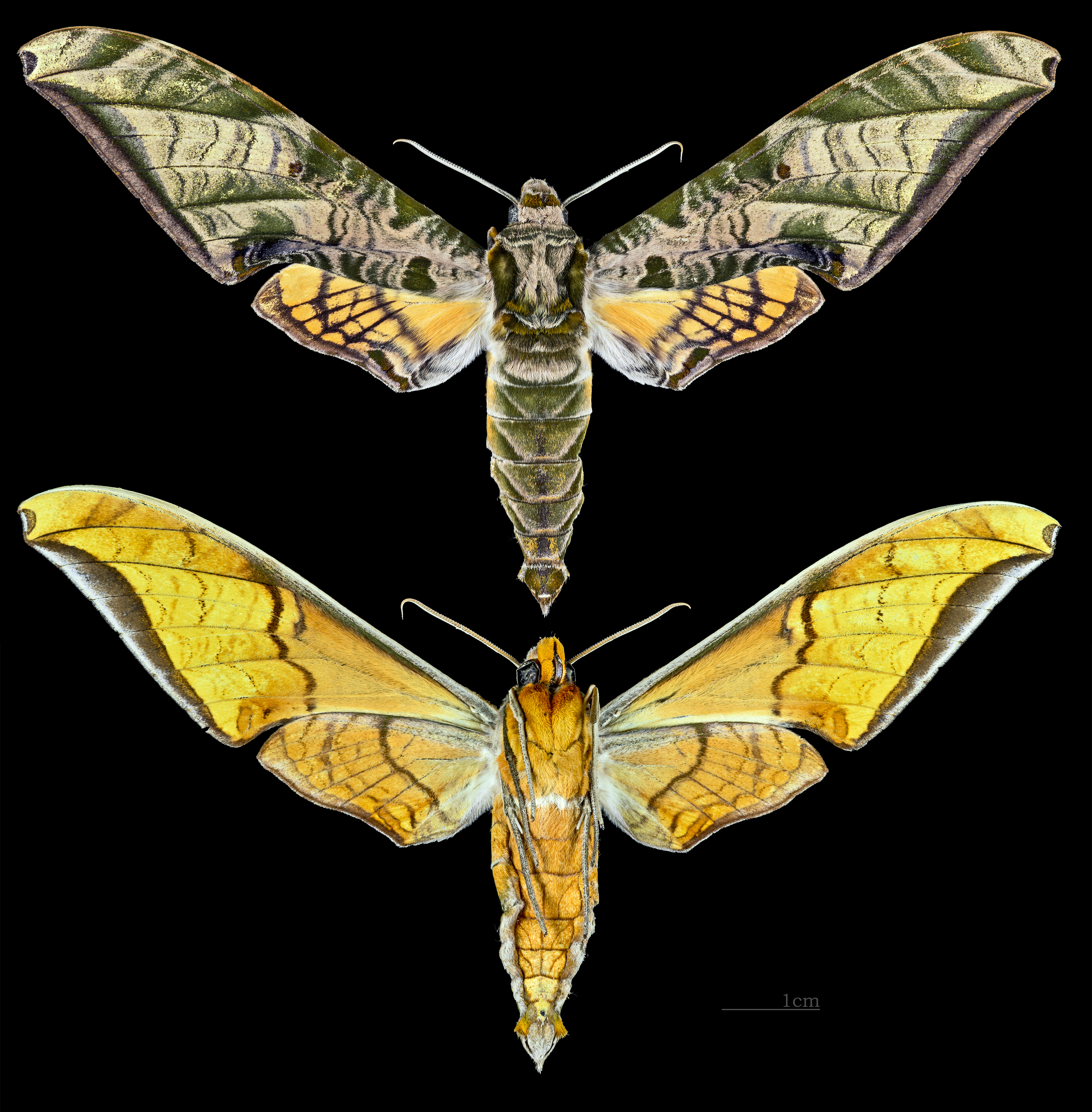
Protambulyx
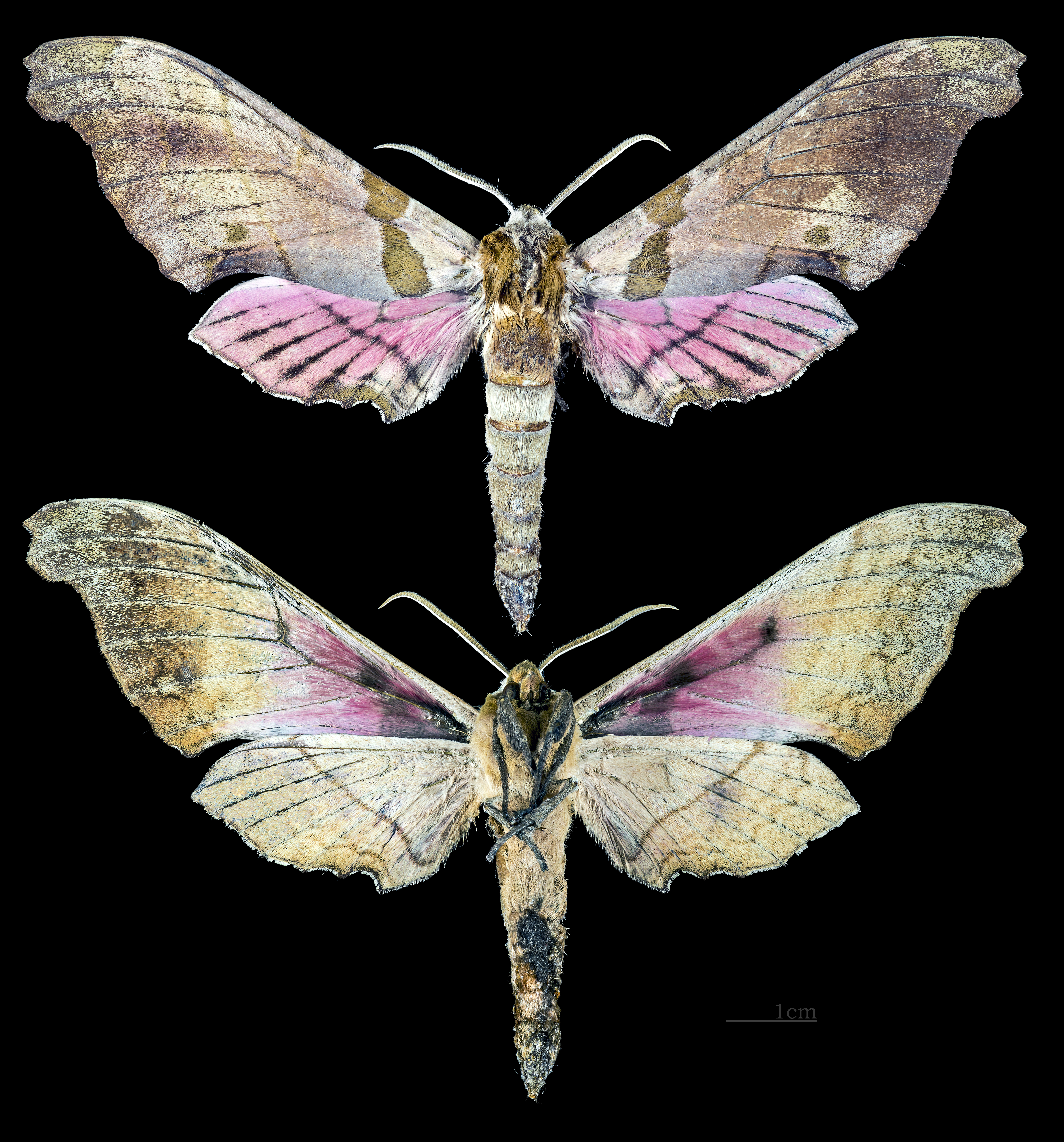
Trogolegnum